# Цгутхинг (район)
Цгутхинг (сесото Quthing) — один из десяти районов Лесото. Площадь района составляет 2 916 км², население — 124 048 человек (2006), плотность 42,54 чел./км². Административный центр — город Цгутхинг (также известен под названием Мойени).

## Географическое положение
Район Цгутхинг граничит на юге с Восточно-Капской провинцией (ЮАР); на севере с районом Мохалес-Хук, на северо-востоке с районом Цгачас-Нек.

## Административное деление
Район делится на пять округов (вардов) и десять местных советов.

### Округа
- Маунт-Мвороси
- Мойени
- Цгхвали
- Себапала
- Теле

### Местные советы
- Ликхохлонг
- Липакве
- Мацаценг
- Мкхоно
- Мокочомела
- Мпаки
- Ха-Нквебе
- Цгомоцгомонг
- Сефоронг
- Цацане